# Muntiacus vuquangensis
O muntíaco-gigante (Muntiacus vuquangensis) é a maior espécie do gênero Muntiacus, descoberto em 1994. Durante a inundação do reservatório de Nakai, na província de Khammouane, em Laos, 38 muntíacos-gigantes foram capturados, estudados e libertos na área protegida nacional adjacente. Posteriores estudos com esses animais mostrou que o deslocamento foi bem sucedido.
É encontrado em estepes e sua massa varia entre 30 e 50 kg. Sua pelagem é castanho-avermelhada. É predado por leopardos e tigres.